# Pod črto
Pod črto je slovenski preiskovalno-novinarski spletni medij. Pod črto je bil ustanovljen novembra 2014 in je osnovan v Ljubljani. Osredotoča se na preiskovalno, podatkovno in pojasnjevalno novinarstvo ter poroča o več temah javnega pomena, med drugim o zdravstvu, korupciji, socialni državi, gospodarstvu in podjetništvu, politiki, kulturi, socialnih problematikah in okolju. Dnevnik in nekateri drugi tradicionalni mediji s Pod črto sodelujejo prek soobjavljanja prispevkov.
Pod črto je za prvo leto poslovanja zbral okoli 50.000 € sredstev, od tega okoli tretino prek donacij posameznikov, večji del pa prek donacij podjetji. Do konca januarja 2020 je Pod črto prejel skupno okoli 96.000 € donacij posameznikov. Pod črto je v preteklosti med drugim prejel sredstva tudi od ministrstva za kulturo (~ 29.000 € v letu 2019), ministrstva za javno upravo, Transparency International Slovenia (delno iz sredstev slovenskega Veleposlaništva ZDA) in Open Society Foundation (~39.000 $ v letu 2018). Vir prihodkov pa predstavlja tudi soobjavljanje prispevkov s strani komercialnih medijev.